# Nello Santi
Pour les articles homonymes, voir Santi.
Cet article concerne le chef d'orchestre. Pour le producteur, voir Lionello Santi.
Nello Santi (né le 22 septembre 1931 à Adria et mort le 6 février 2020 à Zurich) est un chef d'orchestre italien.
Il est surtout connu pour sa direction d’opéra.

## Biographie
Nello Santi est né à Adria (Vénétie) en Italie. Il a étudié la composition au Liceo musicale de Padoue. En 1951, il a fait ses débuts comme chef d'orchestre à Padoue dirigeant Rigoletto de Verdi au Teatro Verdi. De 1958 à 1969, il a été directeur musical de l'Opéra de Zurich.
Jusqu’en 2015, Nello Santi a dirigé les opéras du répertoire dans les salles d’opéra du monde entier. En particulier en Allemagne, en Suisse et aux États-Unis, où il est considéré comme un expert du répertoire lyrique italien.
Il est souvent surnommé « Papa Santi » par ses collègues musiciens en signe d’affection et de respect pour son travail.
Nello Santi s’est retiré à Riehen (canton de Bâle-Ville), mais a continué à donner des concerts à Bâle,,.

## Prix (sélection)
- 1972 Hans-Georg Nägeli Médaille de la ville de Zurich,
- 2001 Prix de la Fondation Zurich pour la conscience occidentale[6].

## Discographie sélective
- 1971 : Pagliacci de Leoncavallo avec Plácido Domingo, Montserrat Caballé, Sherrill Milnes; London Symphony Orchestra et chœur ; Audio CD :  RCA
- 1974 : Verdi, Arie d'opéra pour ténor - Bergonzi/Santi/New PhO, Decca
- 1981 : André Chénier (opéra) de Giordano avec Plácido Domingo, Gabriela Beňačková,  Piero Cappuccilli ; Wiener Staatsoper orchestre et chœur DVD : Deutsche Grammophon ; Cat : 00440 073 4070
- 1982 : La fanciulla del West de Puccini avec Carol Neblett, Plácido Domingo, Silvano Carroli ; Royal Opera House, Covent Garden Orchestra et chœur ; DVD : Kultur Video; ASIN: 032031203822
- 1988 : Guillaume Tell (opéra) de Rossini avec Antonio Salvadori, Maria Chiara, Salvatore Fisichella (ténor) ; Condor, Opernhaus-Zurich ; TV/DVD
- 2000 : I due Foscari de Verdi avec Leo Nucci, Vincenzo La Scola, Alexandrina Pendatchanska ; Teatro San Carlo Orchestre et chœur ; DVD : TDK
- 2006 : Don Pasquale de Donizetti avec Juan Diego Florez, Isabel Rey, Ruggero Raimondi; Zurich Opera Orchestra ; DVD ; DECCA
- 2006 :  Rigoletto de Giuseppe Verdi avec Leo Nucci, Elena Moşuc, Piotr Beczala ; Operhaus Zürich ; Blu-ray Arthaus Musik.